# إيف أوبري
إيف أوبري هو عالم طيور كندي، ولد في 1945.